# أندرو إس. فولتون
أندرو إس. فولتون (بالإنجليزية: Andrew S. Fulton)‏ هو قاضي ومحامي وسياسي أمريكي، ولد في 29 سبتمبر 1800، وتوفي في 22 نوفمبر 1884. نشط حزبياً في حزب اليمين. وقد انتخب عضو مجلس نواب الولايات المتحدة عن ولاية فرجينيا وانتخب عضو مجلس النواب الأمريكي.